# Bexley, Ohio
Bexley är en ort i Franklin County, Ohio, USA.